# Saint-Euphrône
Saint-Euphrône is een gemeente in het Franse departement Côte-d'Or (regio Bourgogne-Franche-Comté) en telt 201 inwoners (2005). De plaats maakt deel uit van het arrondissement Montbard.

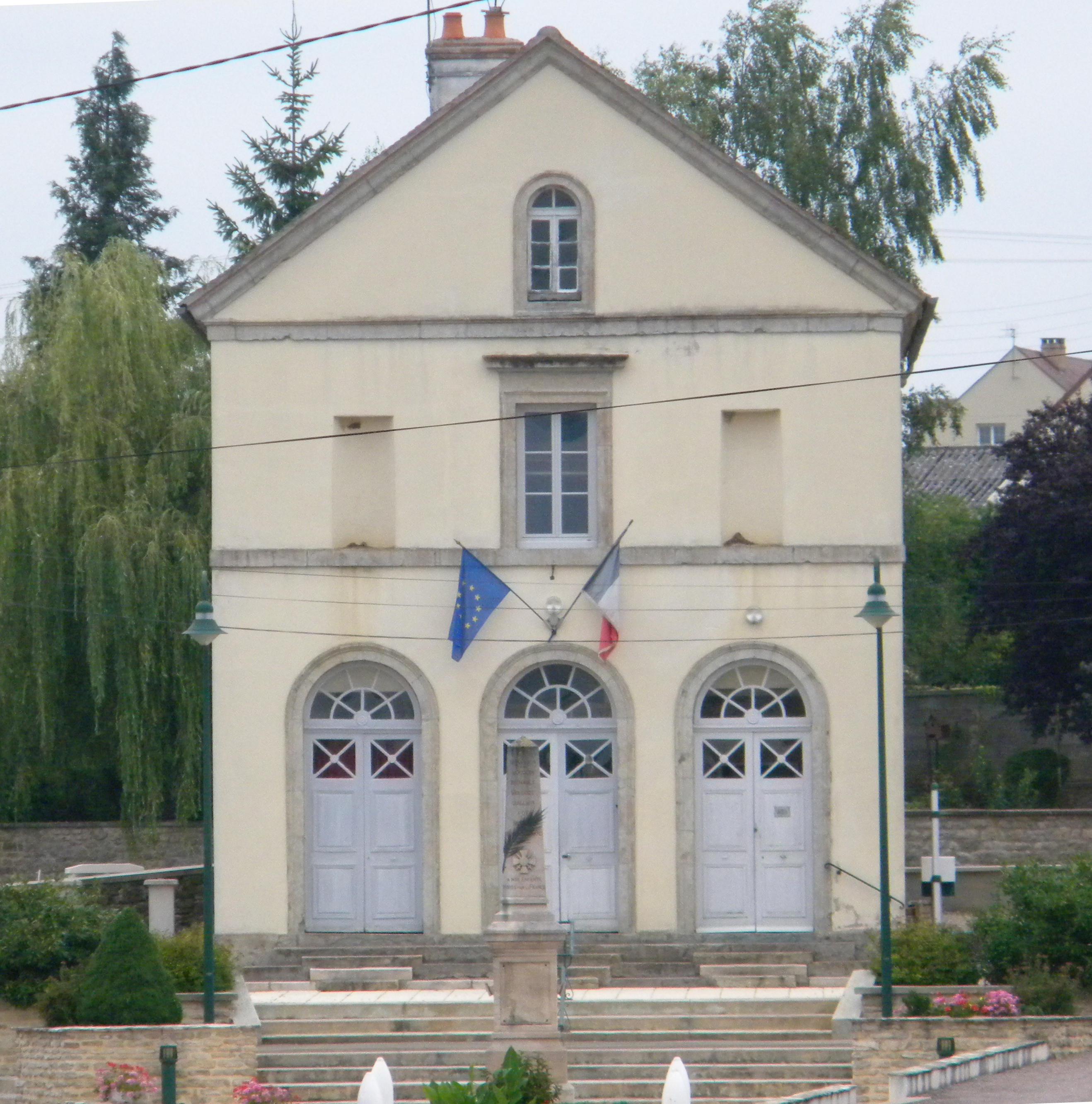
Gemeentehuis

## Geografie
De oppervlakte van Saint-Euphrône bedraagt 11,3 km², de bevolkingsdichtheid is 17,8 inwoners per km².
De onderstaande kaart toont de ligging van Saint-Euphrône met de belangrijkste infrastructuur en aangrenzende gemeenten.

## Demografie
Onderstaande figuur toont het verloop van het inwonertal (bron: INSEE-tellingen).